# リッチモンドステークス
リッチモンドステークス（Richmond Stakes）は、イギリスのグッドウッド競馬場で行われる2歳馬の重賞競走。6ハロン（約1207メートル）の競走で、2013年の格付けはG2。毎年7月下旬から8月上旬に行われる。

## 概要
リッチモンドステークスは、2歳馬によるG2の6ハロン戦で、しばしば翌年のクラシック競走の有力馬が出ている。最近では、1949年の優勝馬パレスタイン（Palestine）が翌年2000ギニーを制している。
初夏のグロリアスグッドウッド開催5日間の3日目に施行される。グループ制導入以来、G2格を維持しており、この開催の2歳戦としては、ヴィンテージステークスと並ぶ重要な競走である。

## 歴史
リッチモンドステークスは1877年に創設された。創設から最初の8年間で、フレッド・アーチャーが6勝をあげている。

### 出走条件
創設から1988年までの約100年の間、性別による制限はなく、牝馬の出走も可能だった。1989年からは、牡馬と騸馬限定となった。

### スポンサー
競走のスポンサーは、2010年と2011年がタンカレーを販売する酒造メーカー・ディアジオ社であった。2012年からは、自動車メーカーのアウディ社がスポンサーになっている。

## 歴代勝馬
＊印は日本輸入馬を示す。

### 1877 - 1988年
- 1877: Jannette
- 1878: Wheel of Fortune
- 1879: Bend Or
- 1880: Bal Gal
- 1881: Dutch Oven
- 1882: Sigmophone
- 1883: Duke of Richmond
- 1884: Rosy Morn
- 1885: Sunrise
- 1886: Panzerschiff
- 1887: Friar's Balsam
- 1888: Gulliver
- 1889: Golden Gate
- 1890: Siphonia
- 1891: Orme
- 1892: Inverdon
- 1893: Galloping Dick
- 1894: The Nipper
- 1895: Persimmon
- 1896: Chillingham
- 1897: Paladore
- 1898: St Gris
- 1899: Winifreda
- 1900: Handicapper
- 1901: Duke of Westminster
- 1902: Mead
- 1903: Queen's Holiday
- 1904: Polymelus
- 1905: Lally
- 1906: Weathercock
- 1907: Bolted
- 1908: Bayardo
- 1909: Charles O'Malley
- 1910: Pietri
- 1911: Sweeper
- 1912: Seremond
- 1913: Black Jester
- 1914: Pommern

- 1915: 中止-第一次世界大戦
- 1916: 中止-第一次世界大戦
- 1917: 中止-第一次世界大戦
- 1918: 中止-第一次世界大戦
- 1919: Golden Guinea
- 1920: Sunblaze
- 1921: Fodder
- 1922: Bombay Duck
- 1923: Halcyon
- 1924: Manna
- 1925: Pantera
- 1926: The Satrap
- 1927: Gang Warily
- 1928: Rattlin the Reefer
- 1929: Challenger
- 1930: Four Course
- 1931: Spenser
- 1932: Solar Boy
- 1933: Colombo
- 1934: Bobsleigh
- 1935: Mahmoud
- 1936: Perifox
- 1937: Unbreakable
- 1938: Chancery
- 1939: Moradabad
- 1940: 中止 - 第二次世界大戦
- 1941: 中止 - 第二次世界大戦
- 1942: 中止 - 第二次世界大戦
- 1943: 中止 - 第二次世界大戦
- 1944: 中止 - 第二次世界大戦
- 1945: 中止 - 第二次世界大戦
- 1946: Petition
- 1947: Birthday Greetings
- 1948: Star King
- 1949: Palestine
- 1950: Grey Sovereign
- 1951: ＊ゲイタイム
- 1952: Artane

- 1953: The Pie King
- 1954: Eubulides
- 1955: ＊ラティフィケイション
- 1956: Red God
- 1957: Promulgation
- 1958: Hieroglyph
- 1959: Dollar Piece
- 1960: Typhoon
- 1961: Sovereign Lord
- 1962: Romantic
- 1963: Gentle Art
- 1964: Ragtime
- 1965: Sky Gipsy
- 1966: Hambleden
- 1967: ＊バーバー
- 1968: Tudor Music
- 1969: Village Boy
- 1970: Swing Easy
- 1971: Sallust
- 1972: Master Sing
- 1973: Dragonara Palace
- 1974: Legal Eagle
- 1975: Stand to Reason
- 1976: J. O. Tobin
- 1977: Persian Bold
- 1978: Young Generation
- 1979: Castle Green
- 1980: Another Realm
- 1981: Tender King
- 1982: Gallant Special
- 1983: Godstone[※ 1]
- 1984: Primo Dominie
- 1985: Nomination
- 1986: Rich Charlie
- 1987: ＊ウォーニング
- 1988: Heart of Arabia

1. ↑  ※1位入線Vacarme、2位入線のCreag-an-Sgorともに失格のため、3位入線のGodstoneが繰上げ優勝。

### 1989年 - (牡馬・騸馬限定)
- 1989: Contract Law
- 1990: Mac's Imp
- 1991: Dilum
- 1992: Son Pardo
- 1993: First Trump
- 1994: Sri Pekan
- 1995: Polaris Flight
- 1996: Easycall
- 1997: Daggers Drawn
- 1998: Muqtarib
- 1999: ＊バチアー
- 2000: Pyrus[※注 1]
- 2001: Mister Cosmi
- 2002: Revenue[※注 2]
- 2003: Carrizo Creek
- 2004: Montgomery's Arch
- 2005: Always Hopeful
- 2006: Hamoody
- 2007: Strike the Deal
- 2008: Prolific[※注 3]
- 2009: Dick Turpin

- 2010: Libranno
- 2011: Harbour Watch
- 2012: Heavy Metal
- 2013: Saayerr
- 2014: Ivawood[4]
- 2015: Shalaa[5]
- 2016: Mehmas[6]
- 2017: Barraquero[7]
- 2018: Land Force [8]
- 2019: Golden Horde[9]
- 2020: Supremacy
- 2021: Asymmetric
- 2022: Royal Scotsman[10]
- 2023: Vandeek[11]
- 2024: Black Forza[12]
- 2025: Coppull[13]

1. ↑  ※1位入線のEndless Summerが出走資格の不正（出生日の記録の不備）が判明し失格、Pyrusが繰上げ優勝。レーシングポスト リッチモンドステークス結果・2000年
2. ↑  ※1位入線のElusive Cityが禁止薬物検出のため失格、Revenueが繰上げ優勝。
3. ↑  ※Prolificは香港へ売却され、Able Speedと改名。

## 競走名の由来
競走名は、第3代リッチモンド公に由来する。
「リッチモンド伯」という爵位は11世紀まで遡るイギリスの伝統的な爵位の1つであったが、王朝の交代によって爵位を持つ家系は何度か変わってきた。17世紀のステュアート朝・チャールズ2世によって設けられた公爵位が、現存するリッチモンド爵位となっている。
チャールズ2世は正式な結婚前から多くの愛人を持ち、たくさんの庶子を儲けていた。庶子らには新たな爵位や屋敷を創設して与えており、初代リッチモンド公チャールズ・レノックスもその1人である。レノックス家に与えられた爵位は、イングランドのリッチモンド公爵、マーチ伯爵、セトリントン男爵、スコットランドのレノックス公爵、ダーンリー伯爵、フランスのオウビーニュイ公爵と多岐にわたる。リッチモンド公は、狩猟のためにチチェスターに山荘を構えていた。
第2代リッチモンド公は夫人との間に12人の子を儲けた。娘たちは後にレノックス姉妹として知られることになるが、男児には長男・次男とも生後まもなく死んだため、3男が第3代リッチモンド公爵チャールズ・レノックス（1735-1806）として家を継ぐことになった。
第3代リッチモンド公は、成人すると第2近衛歩兵連隊で軍役に就いた。やがて連隊の指揮官となって数々の戦闘に参加するが、中でも大きな戦争は七年戦争だった。
第3代リッチモンド公はアメリカ移民の支援も行った。ジョージア州のリッチモンド郡、マサチューセッツ州にあるリッチモンドやレノックスは第3代リッチモンド公にちなんで命名されたものである。アメリカ独立戦争後半にアメリカでの戦況が不利になり、フランスやスペイン、ロシアがイギリスと敵対するようになってイギリス本国が危うくなると、第3代リッチモンド公は、軍をアメリカからイギリスへ引き揚げるよう主張した。
第3代リッチモンド公はパリで大使を務めたほか、ロッキンガム内閣のときに陸軍長官として入閣し、晩年にはイギリス陸軍元帥を務めた。ほかにも第3代リッチモンド公は様々な軍の役職を歴任したが、近衛騎馬隊の指揮官もその一つである。
第3代リッチモンド公は政務を退くと、チチェスターでの隠居生活のためにグッドウッドの別荘と周囲の広大な敷地の整備を行った。別荘の設計を任されたのが、有名建築家のジェームズ・ワイアットで、競馬場の整備を依頼されたのが遠縁にあたるジョージ・ベンティンクだった。この競馬場で、第3代リッチモンド公はサセックス在住の軍関係者から会員を募り、競馬を行った。これがグッドウッド競馬場である。競馬場や敷地はその後も代々受け継がれ、現在の第10代リッチモンド公が近年改革を行っている。